# ترایزن (آلمان)
ترایزن (به آلمانی: Traisen) یک شهر در آلمان است که در باد کرویتسناخ واقع شده‌است. ترایزن ۵۷۴ نفر جمعیت دارد.